# Best of Budka Suflera & Urszula
Best of Budka Suflera & Urszula – kompilacyjny album Urszuli, wydany w 1992 roku nakładem wydawnictwa TA Music.

## Lista utworów
1. „Fatamorgana'82" (muz. R. Lipko, sł. M. Dutkiewicz) – 3:43
2. „Bogowie i demony” (muz. R. Lipko, sł. M. Dutkiewicz) – 4:32
3. „Luz – blues w niebie same dziury” (muz. R. Lipko, sł. M. Dutkiewicz) – 4:28
4. „Totalna hipnoza” (muz. R. Lipko, sł. M. Dutkiewicz) – 4:44
5. „Michelle ma belle” (muz. R. Lipko, sł. M. Dutkiewicz) – 4:16
6. „Dmuchawce, latawce, wiatr” (muz. R. Lipko, sł. M. Dutkiewicz) – 5:31
7. „Malinowy król” (muz. R. Lipko, sł. M. Dutkiewicz) – 5:07
8. „Podwórkowa kalkomania” (muz. R. Lipko, sł. M. Dutkiewicz) – 5:24
9. „Wielki odlot” (muz. R. Lipko, sł. M. Dutkiewicz) – 4:48
10. „Szał sezonowej mody” (muz. R. Lipko, sł. T. Zeliszewski) – 5:11
11. „Ile masz lat” (muz. R. Lipko, sł. M. Dutkiewicz) – 4:25
12. „Kto zamiast mnie” (muz. R. Lipko, sł. M. Dutkiewicz) – 5:09
13. „Mój Lublin” (muz. R. Lipko) – 0:44
14. „Temat Bożeny” (muz. R. Lipko) – 6:27